# Seyran Papo
Seyran Papo (* 7. April 1988 in der Türkei) ist eine deutsch-türkische Politikerin (CDU, davor Die Linke) und seit 2022 Mitglied im Schleswig-Holsteinischen Landtag.

## Leben und Beruf
Papo wurde in der Türkei als Kind einer kurdischen Familie geboren und floh mit ihrer Familie im Alter von sieben Jahren nach Deutschland. Sie war mehrere Jahre als Unternehmerin in der Gastronomie tätig und machte ihr Fachabitur. Danach wurde sie als beeidigte Dolmetscherin und Übersetzerin für Gerichte und Sicherheitsbehörden zertifiziert. Danach war sie selbstständige Dolmetscherin für die kurdische und türkische Sprache und arbeitete dabei eng mit Gerichten und Sicherheitsbehörden zusammen.

## Politische Tätigkeit
Papo war Mitglied der Linkspartei. Bei der Landtagswahl in Schleswig-Holstein 2012 befand sie sich auf Platz 3 der Landesliste der Linken und erreichte 4,9 % der Erststimmen im Wahlkreis Kiel-Ost. Ihre Partei verpasste den Einzug in den Landtag und sie das Direktmandat.
Während der Zeit bei der Linken tauchte Papos Name in einem Bericht des Verfassungsschutzes auf, nachdem eine kurdische Organisation ihre Kandidatur für Die Linke positiv bewertet hatte.
Rückblickend begründete Papo ihre Mitgliedschaft in der Linkspartei mit einem „eher linken Freundeskreis“, der sie beeinflusst hat. Zudem hatte sie den Eindruck, dass die Linke am meisten im Bereich Migrationspolitik anbot, jedoch merkte sie, dass sie sich „mit vielen Aspekten auch nicht identifiziere“, trat aus der Partei aus und zog sich für eine Zeit aus der Politik zurück.
Papo trat der CDU bei und ist seit 2020 Mitglied im Kreisvorstand der CDU Kiel. Seit 2022 ist sie stellvertretende Kreisvorsitzende und seit 2023 auch Mitglied des Landesvorstandes der CDU Schleswig-Holstein. Zuvor war sie Vorsitzende des Arbeitskreises Integration & Migration der Kieler CDU.
Bei der Landtagswahl in Schleswig-Holstein 2022 befand sie sich auf Platz 18 der Landesliste der CDU. Im Wahlkreis Kiel-Ost landete sie mit 29,4 % der Erststimmen vor der SPD-Landesvorsitzenden Serpil Midyatli, die 26,2 % der Erststimmen erhalten hatte. Damit gewann Papo das Direktmandat und zog in den Landtag ein. Sie ist die erste CDU-Abgeordnete mit kurdischem Migrationshintergrund im Schleswig-Holsteinischen Landtag und konnte erstmals den Wahlkreis Kiel-Ost für die CDU gewinnen, nachdem die SPD zuvor immer das Direktmandat erhalten hatte.

## Politische Positionen
Papo setzt sich für die Beschleunigung von Strafverfahren ein. Zudem setzt sie sich im Bereich Drogenpolitik für ein Gaarden ohne Drogen ein.
Im Bezug auf die CDU fordert sie mehr Menschen mit Migrationsgeschichte für ihre Partei. Als einen Grund für ihren Eintritt in die CDU nennt sie die Sicherheitspolitik, die sie aufgrund ihres Berufes sehr wichtig fand.

## Privates
Papo lebt in Kiel.